# 萧同智
萧同智（1917年—1984年），男，湖北监利人，中国化学工程师，曾任武汉市人大常委会副主任，民建中央委员，第五、六届全国政协委员。